# کشتی دفاع ساحلی

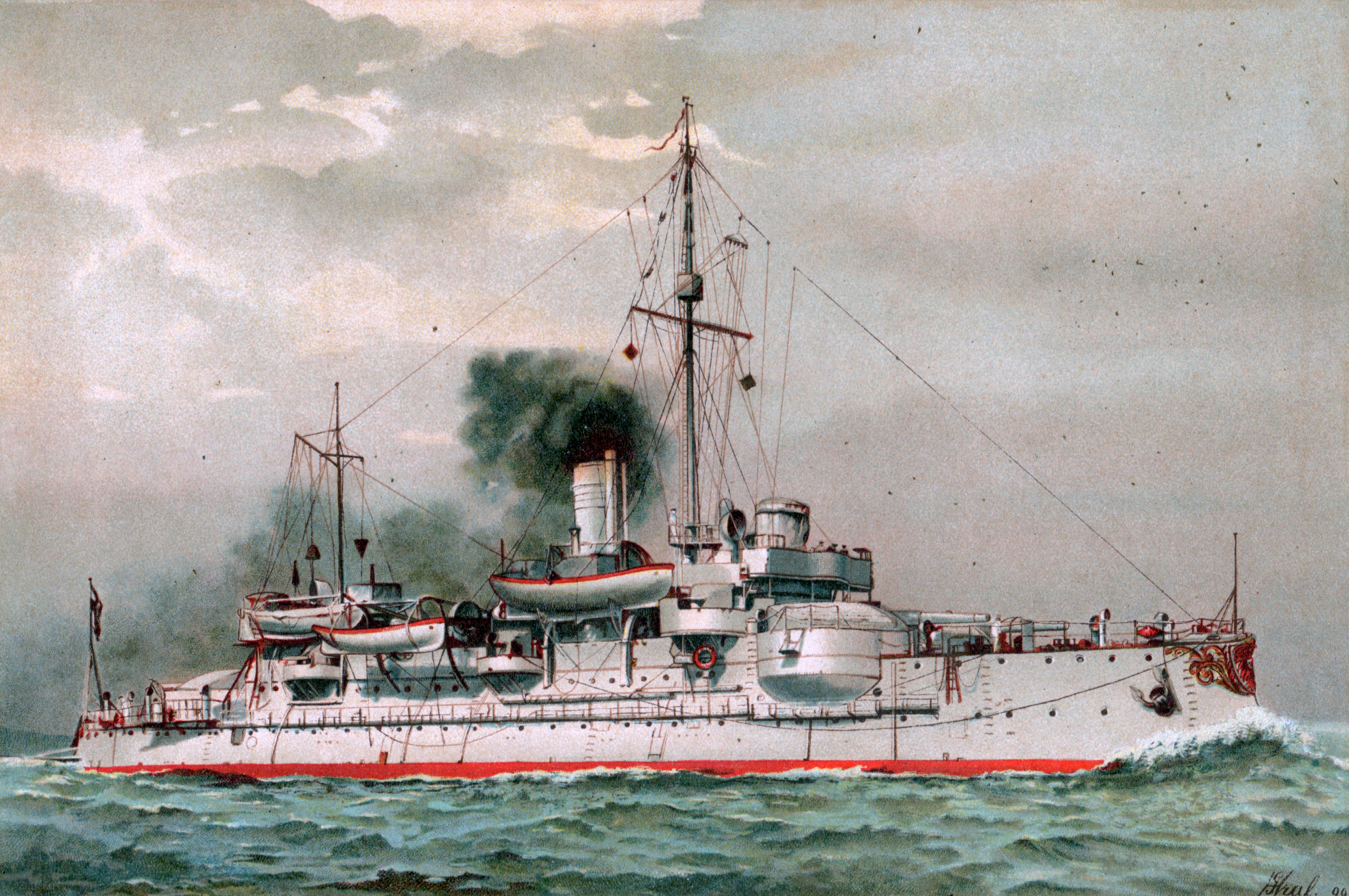
کشتی دفاع ساحلی اس‌ام‌اس هاگن

کشتی دفاع ساحلی به گونه‌ای کشتی‌های جنگی اطلاق می‌شد که در خلال دهه‌های ۱۸۶۰ تا ۱۹۲۰ (میلادی)، وظیفه پاسداری از موقعیت‌های ساحلی را در زمان جنگ‌ها بر عهده داشتند. این کشتی‌ها اغلب دارای زره و جنگ‌افزارهای یک نبردناو بودند و ابعادی مشابه یک رزم‌ناو داشتند و قادر به انجام عملیات در آب‌های نزدیک سواحل کشورها بودند که کشتی‌های بزرگتر، امکان حضور در آن آب‌های کم‌عمق را نداشتند. سرزمین‌های نوردیک و تایلند، نخستین کشورهایی بودند که اقدام به به‌کارگیری از این سلاح نمودند. برخی از این کشتی‌ها حتی قادر به عملیات در رودخانه‌ها نیز بودند.
این دسته از کشتی‌ها، در تعریف خاصی گنجانده نمی‌شوند و در کشورهای مختلف، بر اساس ماموریت‌های محوله و طراحی، دارای استانداردهای متفاوتی هستند.